# Battaglia di Tadcaster
La battaglia di Tadcaster fu uno scontro che si svolse il 7 dicembre 1642 presso Tadcaster, nello Yorkshire, in Inghilterra. Essa fu parte della prima guerra civile inglese, che contrappose Realisti e Parlamentaristi.
Le forze realiste attaccarono la guarnigione di Tadcaster, nello Yorkshire, dove si trovavano con 900-1 500 uomini al comando di Ferdinando Fairfax, lord Fairfax. Il conte di Newcastle marciò da York il 6 dicembre, dividendo i 6 000 uomini al suo comando in due parti: 4 000 fanti li inviò in direzione di Tadcaster per attaccare il villaggio da est, mentre il suo vice, il conte di Newport, con altri 1500 uomini, accerchiò i parlamentaristi attaccando da nordovest e intrappolandoli.
La fanteria del conte di Newcastle attaccò il villaggio la mattina del 7 dicembre, ma dopo alcune incursioni iniziali di minore entità la battaglia si limitò ad uno scambio di colpi di moschetto, e il distaccamento del conte di Newport non prese nemmeno parte allo scontro. Lord Fairfax venne comunque costretto alla ritirata prima di sera, in quanto era rimasto a corto di polvere da sparo, ed il conte di Newcastle poté occupare il villaggio il giorno seguente.

## Antefatto
Nel dicembre del 1642, la prima guerra civile inglese era in corso da quattro mesi, da quando re Carlo I d'Inghilterra aveva levato il proprio stendardo sulla città di Nottingham, dichiarando il conte di Essex e per estensione l'intero parlamento inglese quali traditori della patria. Quest'azione fu il culmine di cinquant'anni di tensioni religiose, fiscali e legislative tra il sovrano ed il governo.

### Lo stato della guerra nello Yorkshire
Già prima dell'inizio formale della guerra, lo Yorkshire era divenuto un'area chiave nel conflitto. Dopo che re Carlo I tentò di far arrestare cinque membri del parlamento che gli si erano opposti nel gennaio del 1642, i membri della gentry iniziarono apertamente a schierarsi per l'una o per l'altra parte ed a prepararsi per la guerra. Sir John Hotham prese Hull per i parlamentaristi in quello stesso mese, e dopo aver lasciato Londra, il re si stabilì a York a marzo. Il re per due volte tentò di conquistare Hull nel 1642 senza successo. Per quanto Carlo fosse tornato poi a sud, sua moglie Enrichetta Maria di Francia si era invece portata nei Paesi Bassi per acquisire nuove armi per l'esercito regio, mentre il conte di Newcastle era stato incaricato della sua sicurezza in caso di suo ritorno. Sull'altro fronte, Ferdinando Fairfax, lord Fairfax, venne nominato comandante delle forze parlamentariste nello Yorkshire.

## Preludio
In risposta alla richiesta dei realisti dello Yorkshire, il conte di Newcastle avanzò nella regione con circa 8000 uomini, sconfiggendo i parlamentaristi nella battaglia di Piercebridge e stabilendosi quindi a York il 3 dicembre. Lord Fairfax guidò la sua armata verso York, ma quando ricevette la notizia della vittoria dei realisti a Piercebridge si fermò a Tadcaster, a circa 10 miglia a sudest di York. L'avanzata del conte di Newcastle aveva diviso le forze parlamentari e spostato il bilanciamento del potere nella contea a favore dei loro nemici. Questi ben presto colse l'occasione per marciare su Tadcaster e tentare di sconfiggere i parlamentaristi.

## La battaglia

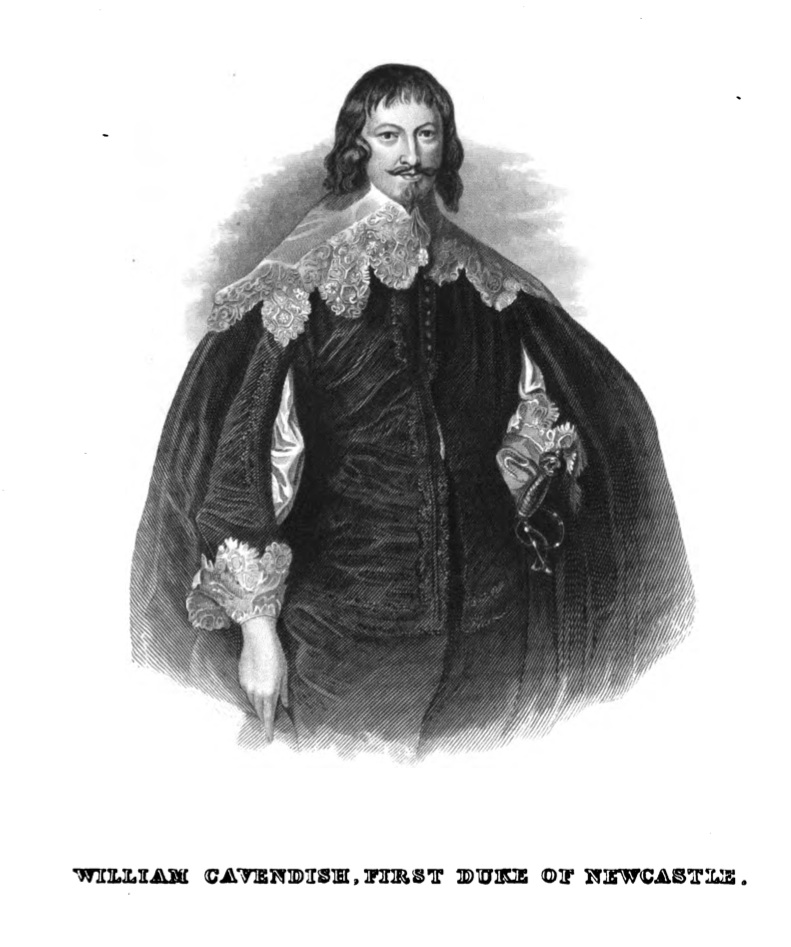
Il conte di Newcastle guidò le forze realiste alla cattura di Tadcaster.

Il 6 dicembre il conte di Newcastle si avvicinò a Tadcaster con due armate per un totale di 6 000 uomini circa, comandando personalmente la formazione più grande, e attaccando Tadcaster da est. Nel contempo inviò il conte di Newport, con 1 500 uomini, ad accerchiare la cittadina da Wetherby e ad attaccare lord Fairfax da nordovest. Lord Fairfax intanto preparava le difesa di Tadcaster: costruì un ridotto sulla cima di una collina nei pressi del fiume Wharfe proprio sulla strada che portava verso York, e trovò ulteriori truppe per un totale di 900-1 500 soldati. Di fronte all'esercito nemico ben più grande, lord Fairfax ed i suoi comandanti tennero un consiglio di guerra e decisero di ritirarsi dal villaggio la mattina successiva, il 7 dicembre. Ma quando avevano ormai deciso di allontanarsi, lo scontro era già iniziato. La fanteria realista aveva attaccato il lato est del villaggio e la retroguardia parlamentarista aveva risposto. L'attacco rese impossibile la ritirata e lord Fairfax si pose a difendere la città.
L'iniziale attacco dei realisti venne respinto, ma successivamente la fanteria del conte di Newcastle riuscì a rompere le difese nemiche ed a catturare una casa presso il ridotto, isolando le difese dal grosso della guarnigione. I parlamentaristi contrattaccarono incendiando anche alcune case per impedire che i realisti le occupassero. Entrambe le parti si attestarono nelle loro posizioni e seguirono degli scambi di colpi di moschetto per il resto della giornata. Il secondo attacco pianificato dal conte di Newcastle, al comando del conte di Newport, non si rese necessario. Lo storico David Cooke riporta che in realtà i rinforzi di Newport non riuscirono ad arrivare sul posto in tempo per combattere.
I parlamentaristi, malgrado le difese predisposte, erano in realtà a corto di polvere da sparo e per questo decisero di ritirarsi prima che facesse sera. Le loro forze vennero divise in due: lord Fairfax portò i suoi uomini a Selby, mentre Hotham li portò a Cawood.

## Conseguenze
Dopo che la cittadina venne evacuata dalle forze parlamentariste, il conte di Newcastle avanzò con le sue forze la mattina dell'8 dicembre verso il centro, insediando i suoi uomini al castello di Pontefract ed in diversi altri villaggi dell'area, tagliando così di fatto fuori lord Fairfax dal West Riding dello Yorkshire. Inviò anche Sir William Savile con un distaccamento di 2 000 uomini, per assicurarsi il West Riding con le città di Leeds, Wakefield e Bradford. Savile prese Leeds e Wakefield senza combattere, ma dovette dividere le sue forze per cercare di catturare Bradford il 18 dicembre, venendo comunque respinto.